# The Best Of...
The Best Of... је трећи уживо албум соло каријере Младена Војичића Тифе, који је снимљен током 2009. године. Албум је објавиле издавачке куће Gold Audio Video и Extra Music и у албуму долазе 2 CD-а.

## Списак песама
| №   | Назив                                        | Трајање |  |
| 1.  | Кише jесење                                  |         |  |
| 2.  | Липе cвату                                   |         |  |
| 3.  | За Есму                                      |         |  |
| 4.  | (дует са Милићем Вукашиновићем)              |         |  |
| 5.  | Зову ме моји анђели                          |         |  |
| 6.  | Ова ноћ је за нас створена                   |         |  |
| 7.  | Ти и ја                                      |         |  |
| 8.  | Цура као ти                                  |         |  |
| 9.  | Добар дан другови моји                       |         |  |
| 10. | Није то љубав                                |         |  |
| 11. | Нису сви будале као ми                       |         |  |
| 12. | Ако одеш ти                                  |         |  |
| 13. | Јер туга зна                                 |         |  |
| 14. | Не питај ме (дует са Милићем Вукашиновићем)  |         |  |
| 15. | Стипу гатибо (дует са Милићем Вукашиновићем) |         |  |
| 16. | Буди ту                                      |         |  |

| №   | Назив                                 | Трајање |  |
| 1.  | Обећања (дует са Магазин)             |         |  |
| 2.  | Тако ти је мала моја кад љуби Босанац |         |  |
| 3.  | Плаве сестрице                        |         |  |
| 4.  | Свеједно је                           |         |  |
| 5.  | Грбавица                              |         |  |
| 6.  | Buggy                                 |         |  |
| 7.  | Усне твоје више нису моје             |         |  |
| 8.  | Бараба (дует са Елвиром Рахић)        |         |  |
| 9.  | Јер кад остариш                       |         |  |
| 10. | Ево има година (дует са Макадам)      |         |  |
| 11. | Јави се                               |         |  |
| 12. | Не желиш крај (дует са Дивље јагоде)  |         |  |
| 13. | Криво је норе (дует са Дивље јагоде)  |         |  |
| 14. | Заувјек твој (дует са Дивље јагоде)   |         |  |
| 15. | Лажеш                                 |         |  |
| 16. | Вјерујем - невјерујем                 |         |  |